# Терка (Месопотамия)
Терка (Телль-Ашара) — древний город в Верхней Месопотамии, на Среднем Евфрате, примерно в 70 км вверх по течению от Мари. В Терке, являвшейся одной из наиболее важных провинций царства Мари, находился знаменитый храм Дагана.